# Kokoșane, Kărdjali
Kokoșane (în bulgară Кокошане) este un sat în comuna Kărdjali, regiunea Kărdjali,  Bulgaria. 

## Demografie
Componența etnică a satului Kokoșane
     Turci (96,15%)
     Nicio identificare (3,84%)
     Altele (0%)
La recensământul din 2011, populația satului Kokoșane era de 26 locuitori. Din punct de vedere etnic, majoritatea locuitorilor (96,15%) erau turci. Pentru 3,84% din locuitori nu este cunoscută apartenența etnică.